# Johann Jacob Pock
Johann Jacob Pock, také Johann Jakob Pock nebo Jakob Pock (1604 Kostnice, † 12. února 1651 Vídeň) byl kameník a kamenosochař německého původu, činný v období raného baroka ve Vídni, autor tamějšího Mariánského sloupu a ředitel huti Svatoštěpánského dómu.

## Život
Pocházel z urozené švábské rodiny, která měla ve znaku kozoroha (německy Bock/Pock) ve skoku (heraldicky) doprava, jak je vyobrazen na sochařově vlastním epitafu.  Byl luterán. Nejdříve pracoval ve Švábsku, po příchodu do Vídně konvertoval ke katolicismu.
Roku 1643 se oženil s vdovou Barbarou Trostnerovou. Ta po jeho smrti vedla huť až do roku 1653, kdy se provdala za kameníka Adama Hareslebena.

## Dílo (výběr)

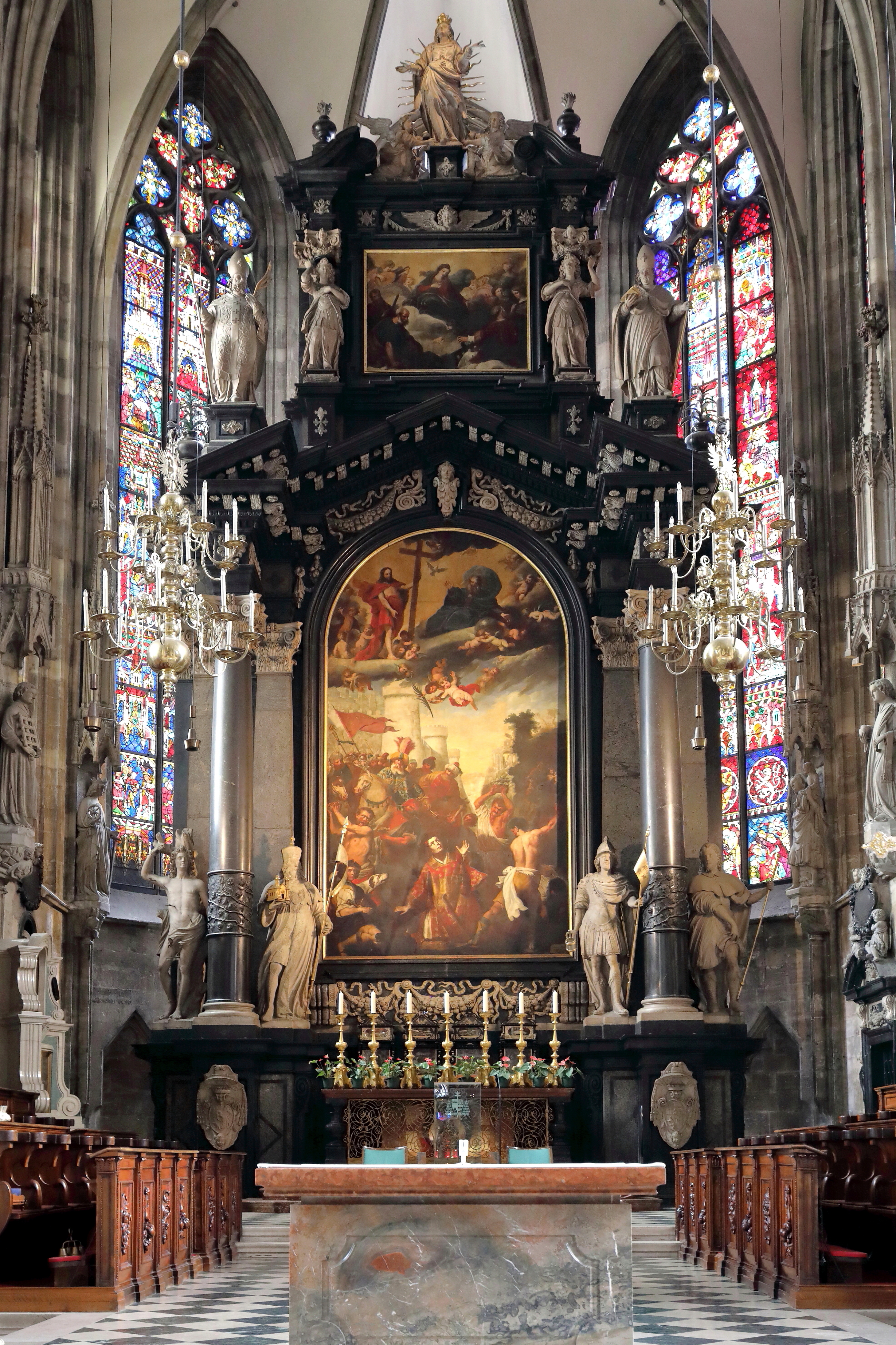
Hlavní oltář Svatoštěpánského dómu ve Vídni s Pockovými sochami

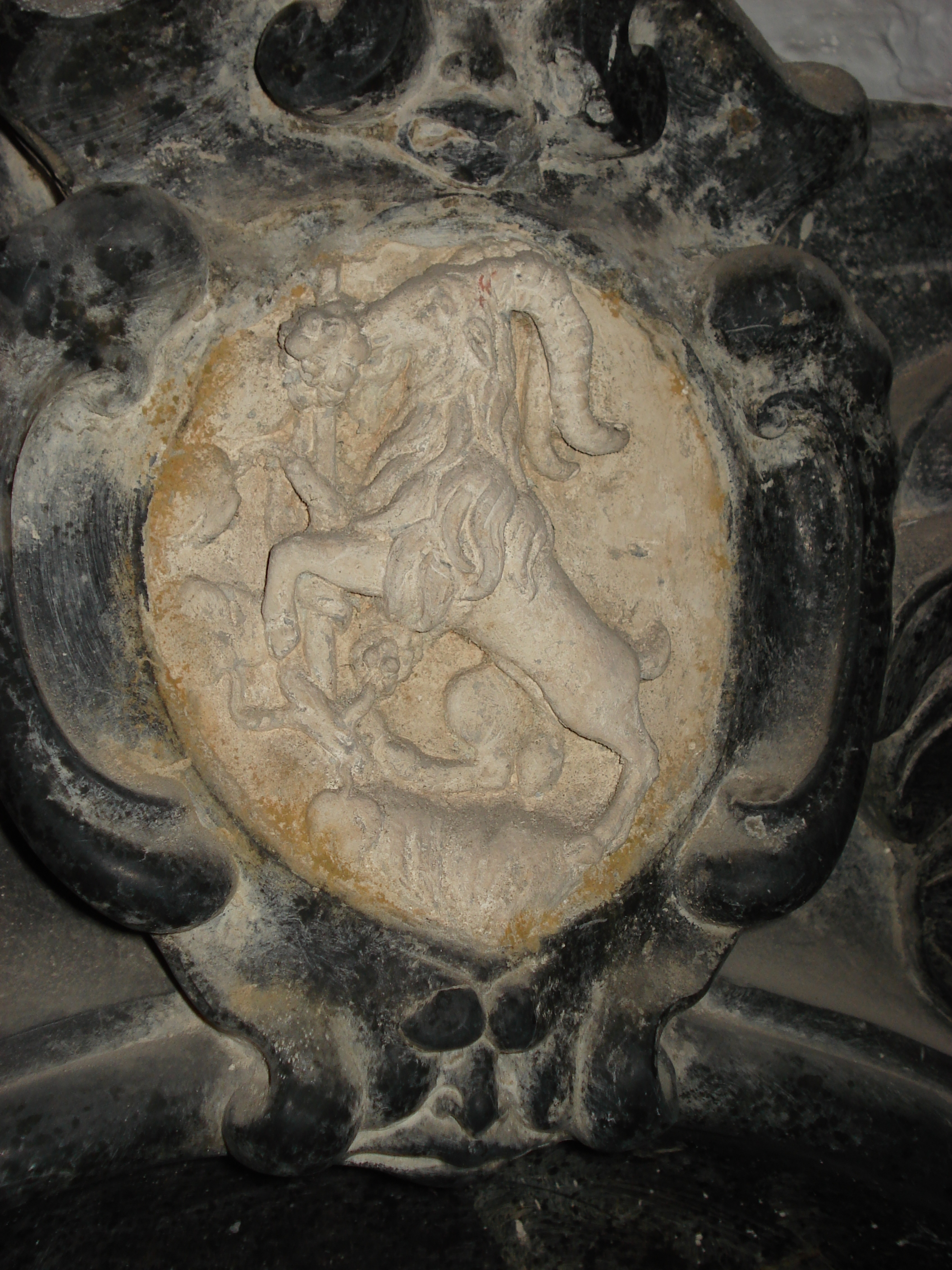
Znak rodiny Pocků na epitafu Johanna Jakoba

- Dva epitafy: J. B. von Berfalla (1627) a Reginy Haas (1629) v klášterním kostele v Berchtesgadenu
- Hlavní oltář Svatoštěpánského dómu ve Vídni: 11 marmorových soch světců, nejvýše v nástavci Panna Marie Immaculata; obraz namaloval jeho bratr Tobias Pock
- Mariánský skoup ve Vídni na náměstí Am Hof (1647), později přenesený do  Wernsteinu am Inn